# Гери
Гери (енгл. Gary) је град у округу Лејк (савезна држава Индијана,Сједињене Америчке Државе). Град се налази близу националног парка ”Индијана Дунз” и граничи са јужним делом језера Мичиген. Гари је добио име по адвокату Елберту Хенрију Герију, који је био оснивајући директор корпорације U.S. Steel . Град је познат по великим железарама и као родно место музичке групе Џексон 5. По попису из 2020. у Гарију је било 69.093 људи, што га чини деветим највећим градом у савезној држави Индијана. Био је успешан град од 1920-их до средине 60-их, али због своје опадајуће индустрије челика, прекоморске конкуренције и реструктурирање индустрије челика дошло је до огромног губитка радних места. Од краја 1960-их, Гари је претрпео драстичан губитак становништва и пао је за 55 процената у односу на врхунац од 178.320 из 1960. године. Град се суочава са истим потешкоћама многих градова појаса рђе, укључујући незапосленост, пропадајућу инфраструктуру и ниска стопа писмености и квалитета образовања. Процењује се да је скоро трећина свих кућа у граду неусељена или напуштена.

## Историја
Град је 1906. основала компанија „U.S. Steel“, подизањем челичане и домова за раднике. Име је добио по тадашњем председнику компаније, Елберту Герију. Судбина Герија је зависила од производње челика, тако да је 1960-их дошло до отпуштања радника због повећања конкуренције у индустрији челика. То је допринело економском пропадању града и порасту стопе криминала, који је данас веома изражен.

## Демографија
По попису из 2010. године број становника је 80.294, што је 22.452 (-21,9%) становника мање него 2000. године. У граду је највише становника живело 1960. када је на попису регистровано 178.320 људи. По броју становника то је седми највећи град Индијане. Гери је град са високим процентом Афроамериканаца (црнаца) који по подацима пописа из 2000. чине 85% становништва.
У Герију је током 20. века радио велики број Срба досељених у САД, подигли су цркву Светог Саве 1938. Приликом освећења цркве Никола Тесла је именован за кума, што му је, по личном сведочењу, била велика част. Данас тај храм на фасади има медаљон са ликом Тесле, у знак сећања на Теслино кумство. Ово је родни град породице Џексон, чији је најпознатији члан Мајкл Џексон. Ту је одрастао и познати амерички глумац српског порекла Карл Малден, радећи у челичани, као и његов отац. У овом граду је преминуо и познати српски писац и песник Јован Дучић, чији су посмртни остаци накнадно пренесени у његов родни град, Требиње.
|                   | 2010.           | 2000.            |
| Укупно            | 80 294 (100,0%) | 102 746 (100,0%) |
| Афроамериканци    | 68 107 (84,82%) | 86 340 (84,03%)  |
| Белци             | 7 151 (8,906%)  | 10 338 (10,06%)  |
| Хиспаноамериканци | 4 128 (5,141%)  | 5 065 (4,930%)   |
| Остали            | 744 (0,927%)    | 863 (0,840%)     |
| Азијати           | 164 (0,204%)    | 140 (0,136%)     |

## Партнерски градови
- Фусин[4]
- Лагос[5][6]